# بوب كينيدي (منافس ألعاب قوى)
بوب كينيدي (بالإنجليزية: Bob Kennedy)‏ هو منافس ألعاب قوى أمريكي، ولد في 18 أغسطس 1970 في بلومنغتون في الولايات المتحدة.

## وصلات خارجية
- بوب كينيدي على موقع الاتحاد الدولي لألعاب القوى (الإنجليزية)
- بوب كينيدي على موقع أوليمبيديا (الإنجليزية)